# Монтабоне
Монтабоне (італ. Montabone, п'єм. Montabon) — муніципалітет в Італії, у регіоні П'ємонт,  провінція Асті.
Монтабоне розташоване на відстані близько 460 км на північний захід від Рима, 70 км на південний схід від Турина, 27 км на південний схід від Асті.
Населення — 336 осіб (2014).
Щорічний фестиваль відбувається 17 січня. Покровителі — святий Антоній Великий.

## Демографія
Населення за роками:

Станом на 1 січня 2023 року в муніципалітеті офіційно проживало 29 іноземців з 10 країн, серед них 11 громадян країн Євросоюзу та 1 громадянин України.

## Сусідні муніципалітети
- Аккуї-Терме
- Бістаньо
- Кастель-Больйоне
- Кастель-Роккеро
- Роккетта-Палафеа
- Терцо